# 人民北路駅
人民北路駅（じんみんほくろ-えき）は中華人民共和国四川省成都市青羊区に位置する成都軌道交通1号線及び6号線の駅である。

## 歴史
- 2010年9月27日：1号線の駅として開業[1]。
- 2020年12月18日：6号線の開業により、乗り換え駅となる。

## 隣の駅
成都軌道鉄道
■1号線
火車北駅駅 - 人民北路駅 - 文殊院駅
■6号線
西北橋駅 - 人民北路駅 - 梁家巷駅